# Anemoscopi
|  | Per a altres significats, vegeu «Mànega (desambiguació)». |

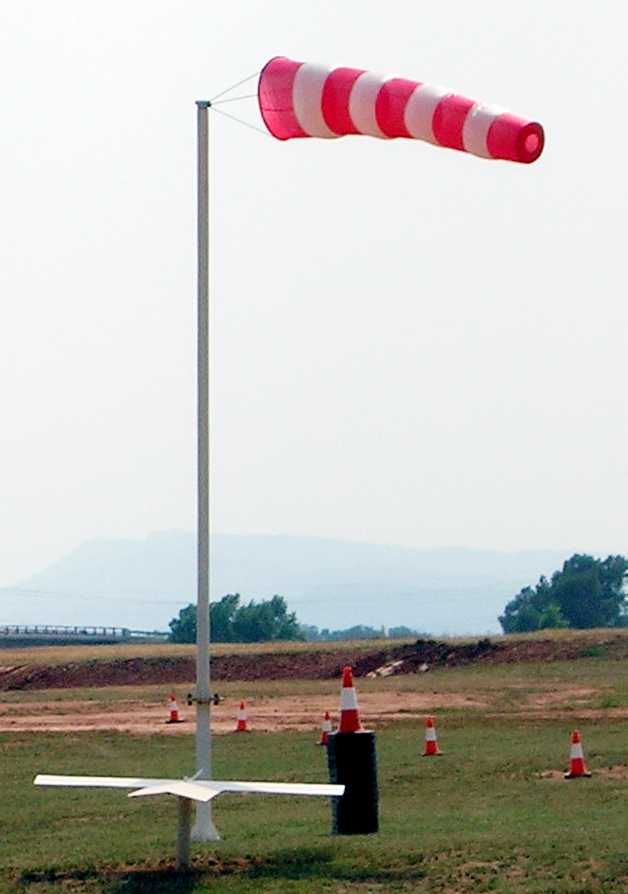
Indicació de vent fort.

La mànega de vent  o  anemoscopi  en llenguatje tècnic, ("windsock" en anglès, literalment "mitjó de vent"), és un estri dissenyat per indicar la direcció i força del vent respecte a l'horitzontal del sòl (el perillós vent lateral en una autopista o carretera a partir de certa velocitat, dona també una idea aproximada de la velocitat del vent segons el nivell d'inflat o la inclinació del con: 
- Con vertical → vent fluix
- Con a 45° → vent considerable
- Con horitzontal → vent fort

## Característiques
La funda té una forma de con truncat amb la base petita foradada, amb franges de color (generalment vermell i blanc). La part de major diàmetre es munta sobre un suport circular, generalment de metall, subjecte a un pal vertical (mitjançant unes cordes o un altre sistema) i pot girar lliurement (360°) al voltant de l'eix vertical. La longitud de la mànega depèn de l'entorn on s'instal·la, i pot anar des de menys d'un metre fins a 3,6 metres.

## Indrets
Les mànegues de vent s'utilitzen principalment en els  aeroports, aeròdroms i heliports al llarg de les pistes. Les mànegues dels aeroports estan il·luminadess per a ús nocturn. Es col·loquen també als viaductes de gran alçada i al llarg de les  carreteres en els llocs en què es poden produir vents de costat.
Un lloc típic és quan una autopista creua una petita vall on es formen corrents i els cotxes passen de sobta d'estar protegits per la muntanya a patir el fort vent al bell mig de la vall.

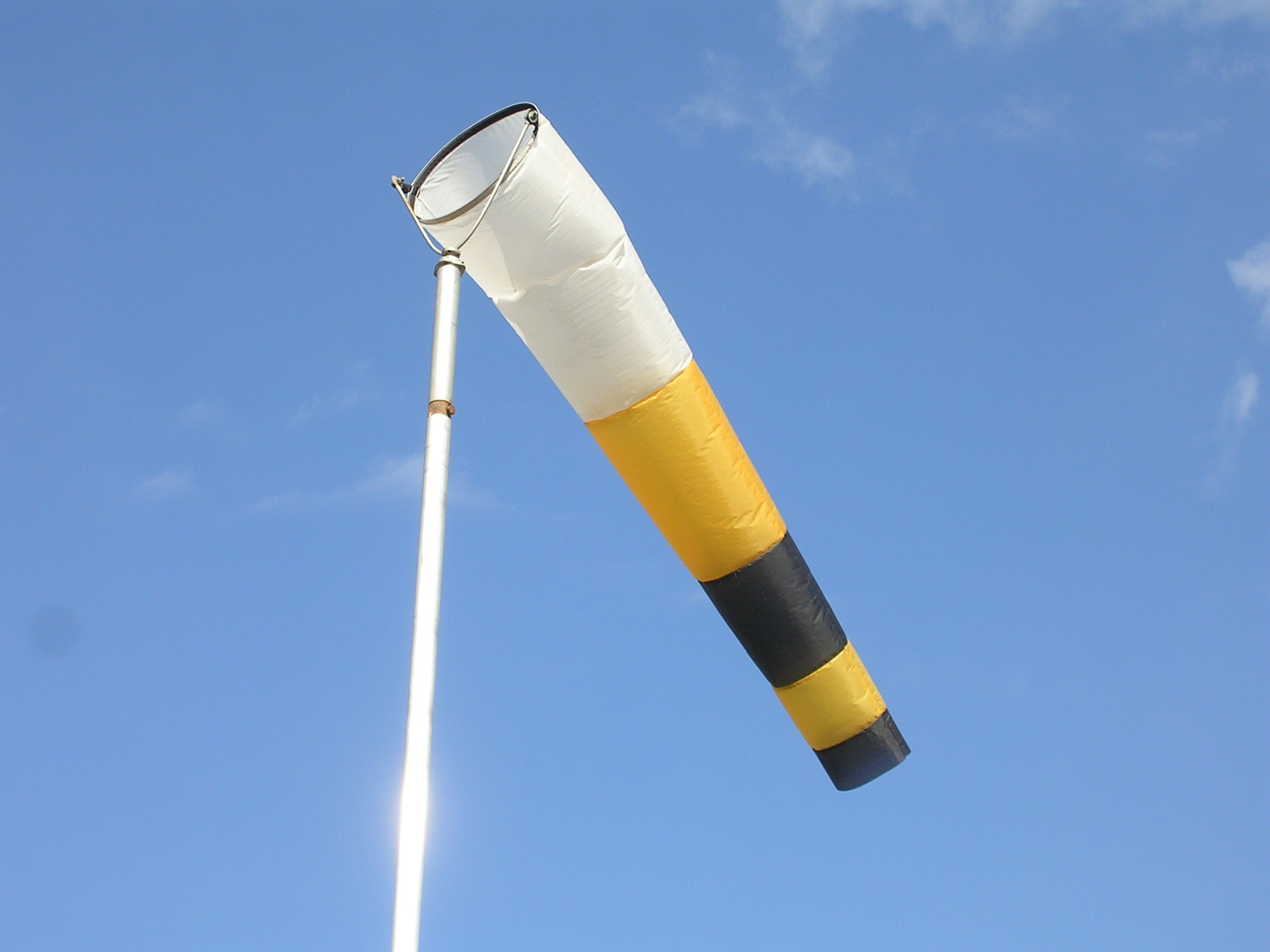
Indicació de vent considerable

Senyal d'avís de possibilitat de vent fort.